# Jean-Christophe Boullion
Jean-Christophe Joël Louis Boullion (* 27. Dezember 1969 in Saint-Brieuc) ist ein ehemaliger französischer Rennfahrer. Er war 1995 in der Formel 1 aktiv.

## Karriere
Jean-Christophe Boullion begann 1982 im Kartsport. Sechs Jahre später wechselte er in die französische Formel Ford, die er 1989 als Meister verließ. Nach zwei weiteren Jahren in der französischen Formel 3, fuhr er 1993 neben Teamkollege Emmanuel Collard für das Team Apomatox in die Internationale Formel-3000-Meisterschaft. Er beendete die Saison als Achter der Meisterschaft, dabei steigerte sich seine Leistung über das Jahr hinweg. So beendete er die beiden letzten Läufe hinter Franck Lagorce auf dem Siegerpotest. Boullion blieb 1994 in der Formel 3000, wechselte jedoch zum Meisterteam DAMS. Mit drei Siegen in Folge auf dem Hockenheimring, in Estoril und in Magny-Cours sicherte er sich den Fahrertitel und zusammen mit Guillaume Gomez den Titel der Teamwertung für DAMS. Zudem erhielt er 1994 die Möglichkeit das 24-Stunden-Rennen von Le Mans anzugehen. Sein erstes Rennen an der Sarthe fuhr Boullion mit den beiden Franzosen Alain Cudini und Éric Hélary.

### Formel 1
Daraufhin erhielt er 1995 einen Vertrag bei Sauber Motorsport in der Formel 1. Er fuhr insgesamt elf Formel-1-Rennen, sein erstes war der Große Preis von Monaco und sein letztes der Große Preis des Pazifiks. Er konnte drei WM-Punkte erreichen und belegte damit den 16. Rang der Formel-1-Weltmeisterschaft 1995. 1996 und 1997 arbeitete Boullion als Testfahrer für den Rennstall Williams-Renault. Trotz seiner Verpflichtungen bei Williams trat Boullion 1997 mit DAMS erneut in Le Mans an. Er war zunächst auf zwei Fahrzeuge bei DAMS gemeldet. Das Fahrzeug mit Wolfgang Kaufmann wurde jedoch bei der Qualifikation disqualifiziert und war damit nicht für das Rennen startberechtigt. So ging Boullion neben Éric Bernard und Franck Lagorce ins Rennen, den er bereits aus seiner Formel-3000-Zeit kannte. Jedoch musste Boullion auch sein zweites Le-Mans-Rennen nach einem Schaden am Panoz GTR-1 vorzeitig beenden. In der darauf folgenden Saison 1998 wurde er als Testfahrer bei dem britischen Formel-1-Rennstall Tyrrell eingestellt. Auch in diesem Jahr versuchte sich Boullion in Le Mans, scheiterte mit seinem Ferrari 333SP aber erneut an technischen Defekten. Nach dieser Saison verließ er Tyrrell und wendete sich anderen Motorsportrennserien zu. Im Jahr 2006 äußerte sich Boullion über die Situation:

« Les problème de la Formule 1, c'est qu'il faut être au bon endroit au bon moment. L'opportunité ne s'est jamais ouverte en ce quie me concerne et il valait donc mieux la quitter, le plus tôt possible même, pour se reconvertir ailleurs. »

„Das Problem mit der Formel 1 ist, du musst am richtigen Ort zur richtigen Zeit sein. Das war bei mir nie der Fall, daher war es besser so schnell wie möglich dort heraus zu kommen und andere Möglichkeiten zu suchen.“

### Touren- und Sportwagen
Boullion unterschrieb für die Saison 1999 bei Williams-Renault einen Vertrag und fuhr nun in der Britischen Tourenwagen-Meisterschaft einen Renault Laguna, beendete die Saison jedoch hinter seinem Teamkollegen Jason Plato auf dem zehnten Platz der Gesamtwertung. Ein Start in Le Mans blieb ihm in diesem Jahr verwehrt, obwohl er sowohl bei DAMS, als auch bei seinem Vorjahresteam Jabouille-Bouresche im gemeldet war, fuhr er letztlich für keine der beiden Teams. Auch sein Engagement in der Tourenwagenmeisterschaft war mit dem Abgang von Renault und Williams beendet. Im Jahr 2000 erhielt Boullion die Möglichkeit mit Jérôme Policand, mit dem er 1997 schon in Le Mans fuhr, und Jordi Gené sein drittes 24-Stunden-Rennen zu bestreiten. Trotz des Ausfalls des Le-Mans-Prototypen fuhr Boullion mit dem 1000-km-Rennen auf dem Nürburgring ein weiteres Langstreckenrennen mit Jordi Gené. Den Lauf der zur American Le Mans Series zählte, beendete die Fahrerpaarung auf Platz neun.

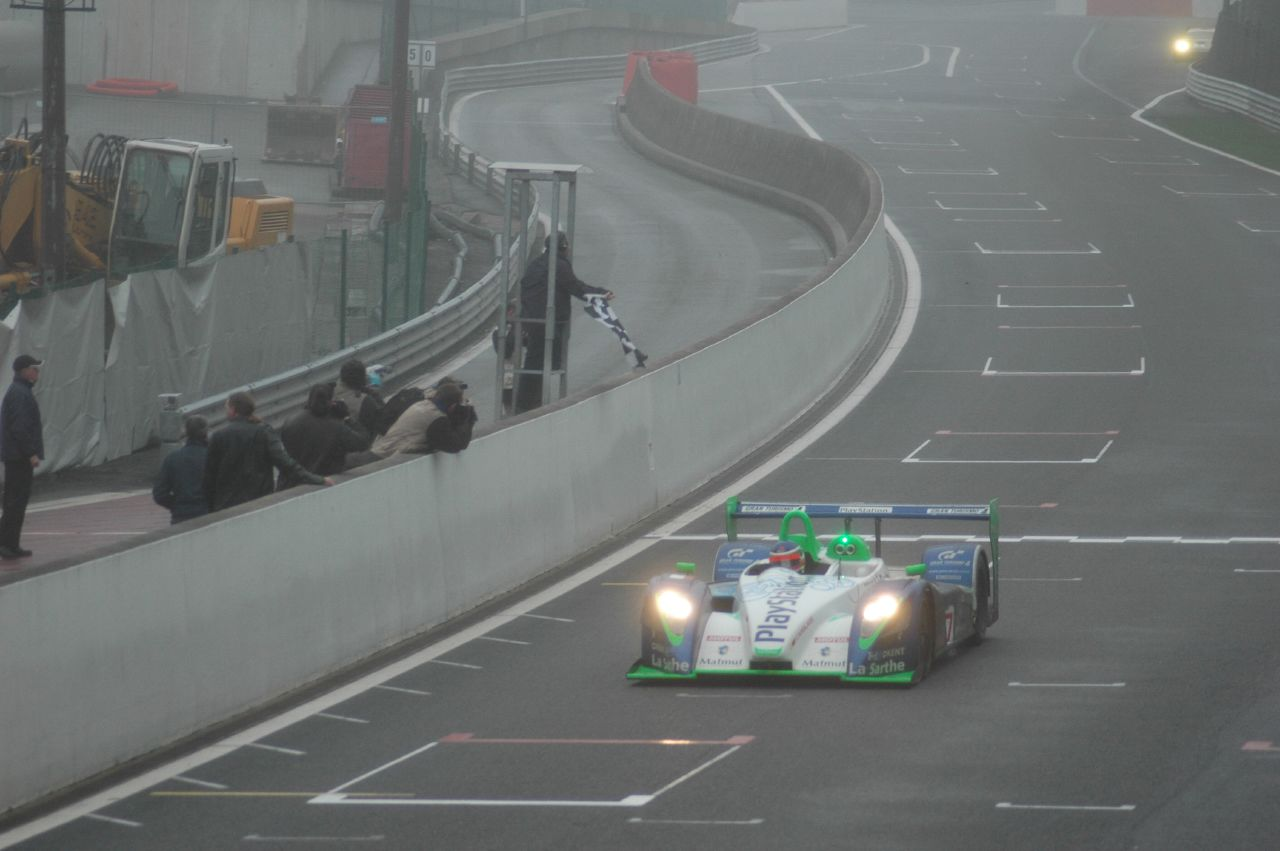
Jean-Christoph Boullion beim Überqueren der Ziellinie in Spa 2005

2001 wechselte er nun zum jungen Rennstall Pescarolo Sport und bestritt unter Federführung des ehemaligen französischen Rennfahrer Henri Pescarolo mehrere Sportwagenrennen auf einem Courage C60. Dabei fuhr er in insgesamt drei Meisterschaften. Neben dem 12-Stunden-Rennen von Sebring, das zur American Le Mans Series zählte, legte Pescarolo dabei den Fokus auf die FIA Sportscar Championship und der European Le Mans Series. Zusammen mit Laurent Redon und Sébastien Bourdais fuhr er den Großteil der Meisterschaftsläufe, bei denen er jeweils ein Rennen in der ELMS und der FIA Sportscar Championship gewinnen konnte. Auch in Le Mans war Boullion mit beiden Teamkollegen eingeschrieben und beendete das Rennen mit seiner ersten Zielankunft auf dem 13. Platz. Boullion reflektierte über die Möglichkeit bei Henri Pescarolo 2006:

« Mais je trouve que l'aventure humaine – car ç'en était vraiment une – était très excitante à vivre lui. J'avais tout à apprendre à son contact. »

„Ich fand den menschliche Aspekt des Abenteuers – und das war es wirklich – mit ihm sehr Aufregend. Ich hatte soviel von ihm zu lernen.“

2002 blieb er bei Pescarolo Sport, die sich nach dem Abgang der ELMS, nun Vollständig auf die FIA-Meisterschaft konzentrierten. Im Laufe der Saison fuhr er entweder mit Sébastien Bourdais oder Franck Lagorce. Zwei der sechs Rennen beendete er als Sieger, wurde jedoch von Jan Lammers und Val Hillebrand geschlagen. 2003 sollte Boullion einerseits mit einem achten Platz in Le Mans sein bis dahin bestes Ergebnis bei dem Rennen erzielen, andererseits blieben im mit nur zwei Teilnahmen an der FIA Sportscar Championship die Möglichkeit verwehrt den Titel zu erlangen. Zunächst siegte er mit Stéphane Sarrazin in Autódromo do Estoril, beim nächsten Rennen fiel er und Lagorce jedoch aus. Danach rotierten bis zum Jahresende die Fahrerpaarung bei Pescarolo zwischen mehreren Piloten, mit denen er über die Jahre ebenfalls fuhr. Mit dem Niedergang der FIA-Meisterschaft setzte Boullion ein Jahr komplett aus, auch ein angestrebter Start bei Epsilon Sport in Le Mans kam nicht zustande, da das Team seine Nennung zurückzog.

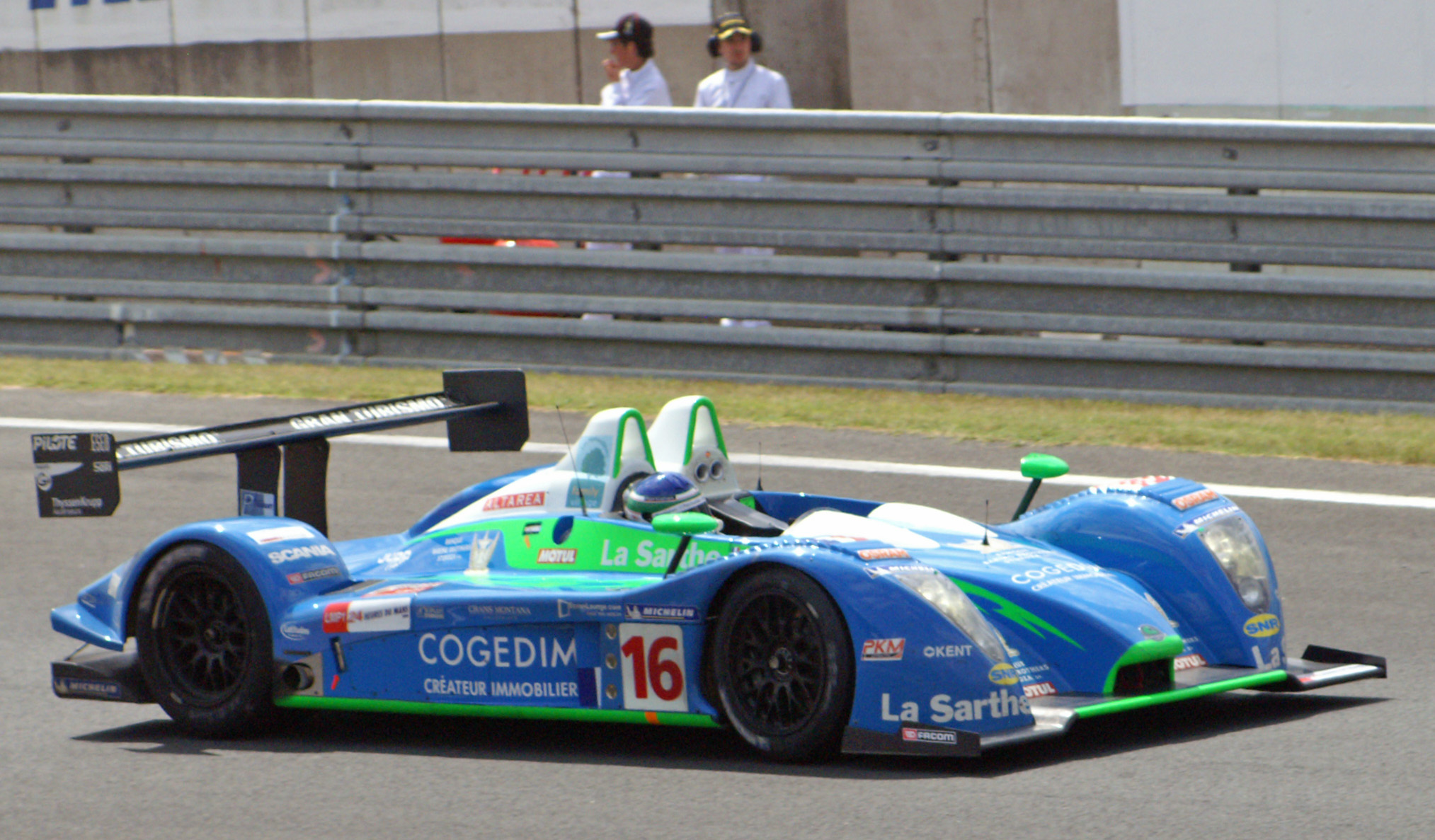
Boullion in Le Mans 2008

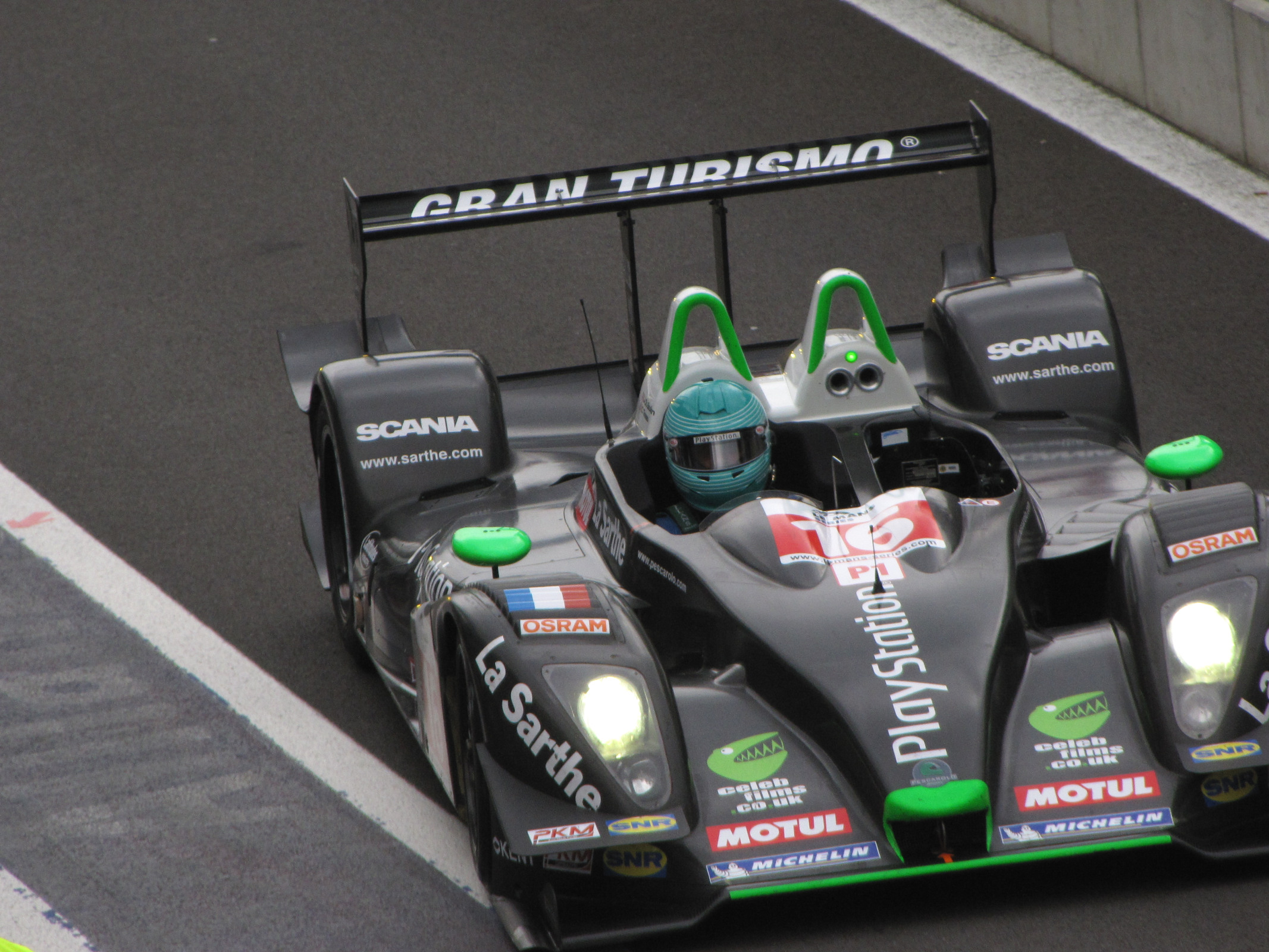
Boullion im Pescarolo 01 beim 1000-km-Rennen von Spa-Francorchamps 2009

Für die Saison 2005 pilotierte Boullion nun einen Pescarolo C60. Er und sein ehemaliger DAMS-Teamkollege Emmanuel Collard fuhren nun in der Neugegründeten Le Mans Endurance Series. Zudem wurde die Fahrerpaarung beim 1000-km-Rennen von Spa-Francorchamps und dem nicht zur Meisterschaft zählenden 24-Stunden-Rennen von Le Mans von Érik Comas unterstützt. Die beiden Rennen mit Comas und Collard beendete Boullion auf dem zweiten Platz, zudem gewann das verkleinerte Team beim 1000-km-Rennen von Monza und den Lauf in Istanbul. Dies sicherte ihm und Collard die Fahrermeisterschaft und Teameigner Henri Pescarolo die Teammeisterschaft 2005. Für die Saison 2006 erhielt das Team nun mit dem verbesserten Pescarolo 01 einen weiterentwickelten Prototyp des Vorjahresfahrzeugs. Damit siegte er und Collard bei allen fünf Rennen der Meisterschaft. Bei den Läufen, teilweise verstärkt durch Didier André und Eric Hélary, verteidigte die Fahrerpaarung die Team- und Fahrermeisterschaft der Serie. Mit dem Einstieg von Peugeot im folgenden Jahr änderte sich die Situation dramatisch. Keines der eingesessenen Mannschaften konnte die vorgelegte Geschwindigkeit des Werksteams mitgehen, lediglich Boullion unterstützt von Collard, Romain Dumas oder Harold Primat hielten dank ihrer Zuverlässigkeit die Meisterschaft bis zum letzten Rennen in Brasilien offen. So beendete Boullion vier der sechs Rennen auf dem Podium, beide weiteren Läufe unter den besten Fünf. Trotzdem verlor er die Meisterschaft am Ende mit 4,5 Punkten an Pedro Lamy und seinen ehemaligen Teamkollegen Stéphane Sarrazin. In der Saison 2008 war nun auch Joest Racing als Audi-Werksteam für die Meisterschaft eingeschrieben. Er und Boullion konnten nun lediglich beim 1000-km-Rennen von Silverstone eine Podiumsplatzierung einfahren, in der Meisterschaft bedeutete diese Tatsache den sechsten Platz in der Gesamtwertung. Im folgenden Jahr fuhr Peugeot lediglich beim 1000 km Spa, Audi war nur mit zwei älteren Audi R10 in der Meisterschaft vertreten, die zudem von einem Privatteam eingesetzt wurden. So konnte Boullion, nun an der Seite von Christophe Tinseau den Lauf auf dem neuen Kurs in Algarve gewinnen und zwei weitere der insgesamt fünf Rennen auf dem Podium beenden. Trotzdem wurde Boullion und Tinseau in der Meisterschaft vom Deutsch-Tschechischen Fahrertrio Stefan Mücke, Jan Charouz und Tomáš Enge geschlagen.
Pescarolo Sport geriet im Laufe der Saison immer stärker in finanzielle Schwierigkeiten und musste im Frühjahr 2010 Teile des Unternehmens verkaufen. Boullion wechselte daher zum jungen Team Rebellion Racing, das in den Jahren zuvor bereits unter dem Banner von Speedy Racing – Team Sebah in der Le Mans Series angetreten war.

## Statistik

### Statistik in der Formel 1
| Saison | Team                 | Chassis    | Motor               | Rennen | Siege | Zweiter | Dritter | Poles | schn. Rennrunden | Punkte | WM-Pos. |
| ------ | -------------------- | ---------- | ------------------- | ------ | ----- | ------- | ------- | ----- | ---------------- | ------ | ------- |
| 1995   | Red Bull Sauber Ford | Sauber C14 | Ford Zetec-R 3.0 V8 | 11     | –     | –       | –       | –     | –                | 3      | 16.     |
| Gesamt | Gesamt               | Gesamt     | Gesamt              | 11     | –     | –       | –       | –     | –                | 3      |         |

#### Einzelergebnisse
| Saison | 1 | 2 | 3 | 4  | 5   | 6   | 7 | 8 | 9  | 10 | 11 | 12 | 13  | 14  | 15 | 16 | 17 |
| ------ | - | - | - | -- | --- | --- | - | - | -- | -- | -- | -- | --- | --- | -- | -- | -- |
| 1995   |   |   |   |    |     |     |   |   |    |    |    |    |     |     |    |    |    |
|        |   |   |   | 8* | DNF | DNF | 9 | 5 | 10 | 11 | 6  | 12 | DNF | DNF |    |    |    |

| Legende  | Legende            | Legende                                                          |
| Farbe    | Abkürzung          | Bedeutung                                                        |
| -------- | ------------------ | ---------------------------------------------------------------- |
| Gold     | –                  | Sieg                                                             |
| Silber   | –                  | 2. Platz                                                         |
| Bronze   | –                  | 3. Platz                                                         |
| Grün     | –                  | Platzierung in den Punkten                                       |
| Blau     | –                  | Klassifiziert außerhalb der Punkteränge                          |
| Violett  | DNF                | Rennen nicht beendet (did not finish)                            |
| Violett  | NC                 | nicht klassifiziert (not classified)                             |
| Rot      | DNQ                | nicht qualifiziert (did not qualify)                             |
| Rot      | DNPQ               | in Vorqualifikation gescheitert (did not pre-qualify)            |
| Schwarz  | DSQ                | disqualifiziert (disqualified)                                   |
| Weiß     | DNS                | nicht am Start (did not start)                                   |
| Weiß     | WD                 | zurückgezogen (withdrawn)                                        |
| Hellblau | PO                 | nur am Training teilgenommen (practiced only)                    |
| Hellblau | TD                 | Freitags-Testfahrer (test driver)                                |
| ohne     | DNP                | nicht am Training teilgenommen (did not practice)                |
| ohne     | INJ                | verletzt oder krank (injured)                                    |
| ohne     | EX                 | ausgeschlossen (excluded)                                        |
| ohne     | DNA                | nicht erschienen (did not arrive)                                |
| ohne     | C                  | Rennen abgesagt (cancelled)                                      |
| ohne     | keine WM-Teilnahme |                                                                  |
| sonstige | P/fett             | Pole-Position                                                    |
| sonstige | 1/2/3/4/5/6/7/8    | Punktplatzierung im Sprint-/Qualifikationsrennen                 |
| sonstige | SR/kursiv          | Schnellste Rennrunde                                             |
| sonstige | *                  | nicht im Ziel, aufgrund der zurückgelegten Distanz aber gewertet |
| sonstige | ()                 | Streichresultate                                                 |
| sonstige | unterstrichen      | Führender in der Gesamtwertung                                   |

### Le-Mans-Ergebnisse
| Jahr | Team                | Fahrzeug              | Teamkollege        | Teamkollege     | Platzierung | Ausfallgrund |
| ---- | ------------------- | --------------------- | ------------------ | --------------- | ----------- | ------------ |
| 1994 | Michel Hommell      | Bugatti EB110         | Alain Cudini       | Éric Hélary     | Ausfall     | Unfall       |
| 1997 | Société DAMS        | Panoz Esperante GTR-1 | Éric Bernard       | Franck Lagorce  | Ausfall     | Ölleck       |
| 1998 | Jabouille-Bouresche | Ferrari 333SP         | Vincenzo Sospiri   | Jérôme Policand | Ausfall     | Getriebe     |
| 2000 | ROC                 | Reynard 2KQ           | Jordi Gené         | Jérôme Policand | Ausfall     | Motor        |
| 2001 | Pescarolo Sport     | Courage C60           | Sébastien Bourdais | Laurent Redon   | Rang 13     |              |
| 2002 | Pescarolo Sport     | Courage C60           | Sébastien Bourdais | Franck Lagorce  | Rang 10     |              |
| 2003 | Pescarolo Sport     | Courage C60           | Stéphane Sarrazin  | Franck Lagorce  | Rang 8      |              |
| 2005 | Pescarolo Sport     | Pescarolo C60         | Emmanuel Collard   | Érik Comas      | Rang 2      |              |
| 2007 | Pescarolo Sport     | Pescarolo 01          | Emmanuel Collard   | Romain Dumas    | Rang 3      |              |
| 2008 | Pescarolo Sport     | Pescarolo 01          | Emmanuel Collard   | Romain Dumas    | Ausfall     | Motor        |
| 2009 | Pescarolo Sport     | Peugeot 908 HDi FAP   | Benoît Tréluyer    | Simon Pagenaud  | Ausfall     | Unfall       |
| 2010 | Rebellion Racing    | Lola B10/60           | Andrea Belicchi    | Guy Smith       | Ausfall     | Unfall       |
| 2011 | Rebellion Racing    | Lola B10/60           | Andrea Belicchi    | Guy Smith       | Ausfall     | Unfall       |
| 2012 | Pescarolo Team      | Pescarolo 03          | Emmanuel Collard   | Stuart Hall     | Ausfall     | Motorschaden |

### Sebring-Ergebnisse
| Jahr | Team            | Fahrzeug         | Teamkollege        | Teamkollege   | Platzierung | Ausfallgrund |
| ---- | --------------- | ---------------- | ------------------ | ------------- | ----------- | ------------ |
| 2001 | Pescarolo Sport | Courage C60      | Sébastien Bourdais | Laurent Redon | Ausfall     | Motorschaden |
| 2012 | Pescarolo Sport | OAK Pescarolo 01 | Emmanuel Collard   | Julien Jousse | Rang 6      |              |

### Einzelergebnisse in der FIA-Langstrecken-Weltmeisterschaft
| Saison | Team           | Rennwagen                 | 1   | 2   | 3   | 4   | 5   | 6   | 7   | 8   |
| ------ | -------------- | ------------------------- | --- | --- | --- | --- | --- | --- | --- | --- |
| 2012   | Pescarolo Team | Pescarolo 01 Pescarolo 03 | SEB | SPA | LEM | SIL | SAO | BAH | FUJ | SHA |
| 2012   | Pescarolo Team | Pescarolo 01 Pescarolo 03 | 6   |     | DNF |     |     |     |     |     |